# SN 2004do
SN 2004do – supernowa typu Ia odkryta 4 sierpnia 2004 roku w galaktyce NGC 6708. W momencie odkrycia miała maksymalną jasność 15,40m.